# Kalju (Lääne-Nigula)
Koordinaten: 58° 55′ N, 24° 5′ O
Kalju (deutsch Kaljo) ist ein Dorf (estnisch küla) in der Landgemeinde Lääne-Nigula (bis 2017: Landgemeinde Kullamaa) im Kreis Lääne in Estland.

## Einwohnerschaft und Lage
Der Ort hat 38 Einwohner (Stand 31. Dezember 2011). Er liegt dreißig Kilometer südöstlich der Landkreishauptstadt Haapsalu.

## Geschichte
Das Dorf wurde erstmals Anfang des 16. Jahrhunderts unter dem Namen Calge minor urkundlich erwähnt.